# Uncaria kunstleri
Uncaria kunstleri är en måreväxtart som beskrevs av George King. Uncaria kunstleri ingår i släktet Uncaria och familjen måreväxter. Inga underarter finns listade i Catalogue of Life.